# Ixodes marmotae
Ixodes marmotae  (лат.) — вид клещей рода Ixodes из семейства Ixodidae. Северная Америка. Паразитируют на млекопитающих: среди хозяев сурки и суслики. Вид был впервые описан в 1938 году американским паразитологом Гленом Милтоном Колсом (Glen Milton Kohls, 1905-1986) с соавторами.

## Распространение
Северная Америка: Канада и США, в штатах Вашингтон, Айдахо, Орегон, Монтана, Вайоминг, Юта, Колорадо.